# Melanostoma univittatum
Melanostoma univittatum är en tvåvingeart som först beskrevs av Christian Rudolph Wilhelm Wiedemann 1824.  Melanostoma univittatum ingår i släktet gräsblomflugor, och familjen blomflugor. Inga underarter finns listade i Catalogue of Life.